# Estación de Església Major
La estación de Església Major de la línea 9 del metro de Barcelona tiene una profundidad de 51,82 metros y da servicio a la zona alta del municipio de Santa Coloma de Gramanet. La estación dispone de dos accesos: uno en la calle del Mossèn Camil Rossell, que dotado de ascensores PMR y escaleras mecánicas, y el otro acceso en la Pl. dels enamorats que dispone únicamente de un ascensor para PMR. Se inauguró el 13 de diciembre de 2009.
| << cabecera             | < estación | línea | estación > | cabecera >> |
| ----------------------- | ---------- | ----- | ---------- | ----------- |
| Metro                   |            |       |            |             |
| La Sagrera Terminal Sud | Fondo      |       | Singuerlín | Can Zam     |